# آدم نور أزلين
آدم نور أزلين (5 يناير 1996 بكلاغ في ماليزيا - ) هو لاعب كرة قدم ماليزي في مركز الهجوم. شارك مع منتخب ماليزيا تحت 23 سنة لكرة القدم ومنتخب ماليزيا لكرة القدم. أما مع النوادي، فقد لعب مع نادي سلاغور وهاريماو مودا أ وهاريماو مودا ب.

## روابط خارجية
- آدم نور أزلين على موقع قاعدة بيانات كرة القدم.إي يو (الإنجليزية)
- آدم نور أزلين على موقع ناشيونال فوتبول تيمز (الإنجليزية)
- آدم نور أزلين على موقع Soccerway.com (الإنجليزية)